# Championnats de Belgique d'athlétisme 1953
Les championnats de Belgique d'athlétisme 1953 toutes catégories, hommes et femmes, ont eu lieu les 11 et 12 juillet 1953 au stade du Heysel à Bruxelles. 
Walter Herssens a amélioré son record de Belgique sur triple saut à 14,78 m.

## Résultats
| Hommes                | Prestation | Catégorie         | Femmes             | Prestation |
| --------------------- | ---------- | ----------------- | ------------------ | ---------- |
| Carlos Germonprez     | 10,9 s     | 100 m             | Josette Demeuter   | 13,2 s     |
| Jacques Vercruysse    | 21,8 s     | 200 m             | Monique Vandezande | 27,9 s     |
| Roger Moens           | 48,5 s     | 400 m             |                    |            |
| Roger Moens           | 1.55,6     | 800 m             | Celina Wolles      | 2.36,6     |
| Frans Herman          | 3.56,4     | 1 500 m           |                    |            |
| Gaston Reiff          | 14.43,2    | 5 000 m           | -                  | -          |
| Lucien Theys          | 31.24,6    | 10 000 m          | -                  | -          |
| -                     | -          | 80 m haies        |                    |            |
| Willy Slabbers        | 15,4 s     | 110 m haies       | -                  | -          |
|                       |            | 200 m haies       | -                  | -          |
| Jacques Vanden Abeele | 54,9 s     | 400 m haies       | -                  | -          |
| Roger Deweer          | 9.33,4     | 3000 m steeple    | -                  | -          |
| Walter Herssens       | 1,85 m     | saut en hauteur   | Jozefa Dierick     | 1,45 m     |
| Jacques Pirlot        | 3,80 m     | saut à la perche  | -                  | -          |
| Raymond Driessen      | 6,89 m     | saut en longueur  | Maria Gijsels      | 5,11 m     |
| Walter Herssens       | 14,78 m    | triple saut       | -                  | -          |
| Willy Wuyts           | 14,64 m    | lancer du poids   | Simone Saenen      | 11,00 m    |
| Raymond Kintziger     | 42,55 m    | lancer du disque  | Ginette Leclef     | 36,58 m    |
| Albert Dayer          | 55,28 m    | lancer du javelot | Olga De Ceuster    | 31,67 m    |
| Henri Haest           | 48,40 m    | lancer du marteau | -                  | -          |

Source du tableau : LBFA 